# (10605) Guidoni
(10605) Guidoni (1996 VC1) – planetoida z pasa głównego asteroid okrążająca Słońce w ciągu 5,07 lat w średniej odległości 2,95 au Odkryta 3 listopada 1996 roku.